# DECmate

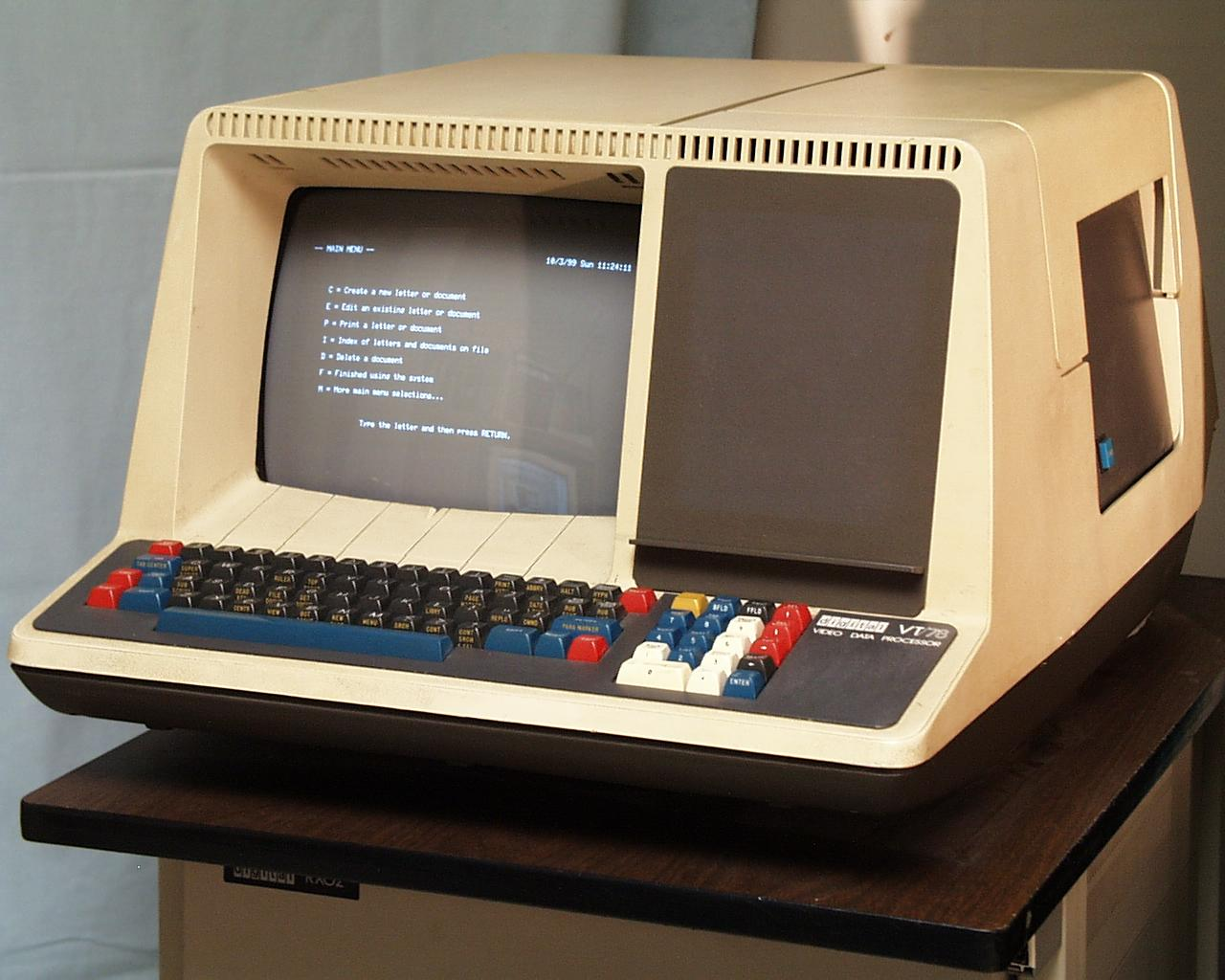
DEC VT78, een PDP-8 ingebouwd in een VT52-terminal

DECmate was een reeks PDP-8-compatibele werkstations die eind jaren 1970 en begin jaren 80 door Digital Equipment Corporation (DEC) geproduceerd werden. Ze konden alleen tekst tonen en gebruikten de OS/78- of OS/278-besturingssystemen, die uitbreidingen waren van OS/8 voor de PDP-8. Ze waren gericht op de markt voor tekstverwerking en draaiden doorgaans het WPS-8-tekstverwerkingsprogramma. Latere modellen hadden optioneel ook een Intel 8080- of Z80-microprocessor waarmee ze CP/M konden draaien. De serie was een gebaseerd op de VT78 die in juli 1977 werd geïntroduceerd.

## VT78
De VT78 werd in juli 1977 geïntroduceerd. De computer was ingebouwd in een VT52-behuizing en had een 2,2 MHz Intersil 6100-microprocessor die de 12 bits DEC PDP-8 CPU emuleerde. De standaardconfiguratie omvatte een RX02-eenheid met twee 8 inch diskettestations die was ondergebracht in het voetstuk waarop de computer rustte.

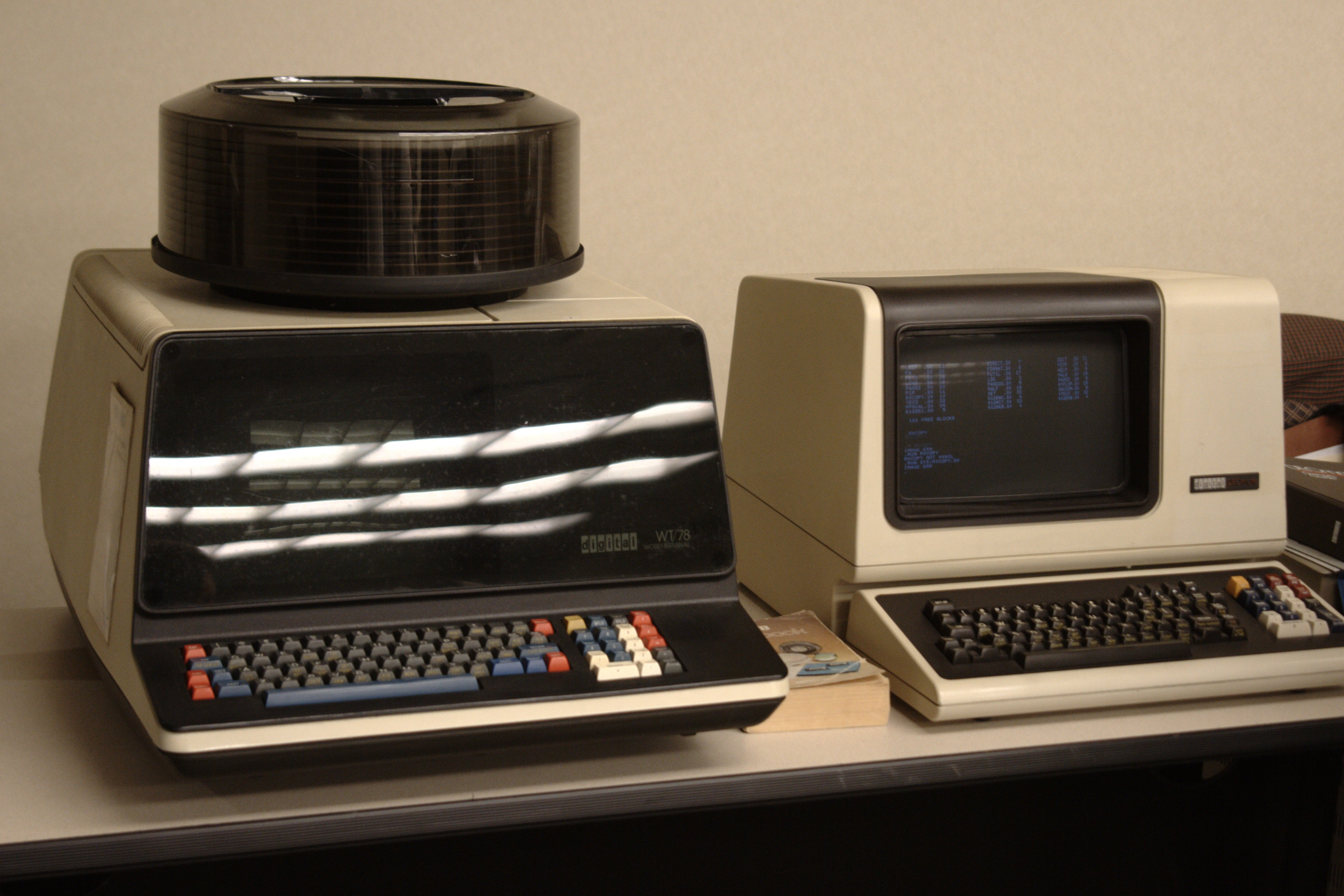
DEC WT78 (links) en DECmate (rechts)

De tekstverwerkervariant van de VT78 werd verkocht als de WT78.

## DECmate
De DECmate, ook gekend als de VT278, werd op de markt gebracht in 1980. De computer was ingebouwd in een VT100-behuizing en had een 10 MHz Harris 6120-microprocessor (een verbeterde versie van de Intersil 6100) en 32k woorden RAM.

## DECmate II
Als onderdeel van een drieledige strategie tegen IBM bracht DEC in 1982 de DECmate II uit, tegelijk met de op de PDP-11 gebaseerde DEC Professional en de op de Intel 8088 gebaseerde Rainbow 100. De DECmate II, ook gekend als de PC278, lijkt op de Rainbow 100 maar gebruikt de 6120-microprocessor en heeft 32k woorden RAM voor gebruik door programma's en nog eens 32k woorden met code voor het emuleren van apparaten. De code die in deze tweede geheugenbank draaide kreeg de bijnaam "slushware", in tegenstelling tot firmware, omdat de code werd geladen van een diskette terwijl de machine opstartte. Het systeem had verder ook een monochrome CRT-monitor, een LK201-toetsenbord en twee 5¼ inch RX50-diskettestations.
De beschikbare besturingssystemen waren het WPS-8-tekstverwerkingssysteem en het COS-310 Commercial Operating System met DIBOL.
De DECmate II kon uitgebreid worden met een extra paar 5¼ inch diskettestations, een extra paar RX01 of RX02 8 inch diskettestations of een Winchester disk. Er kon ook een coprocessorbord worden toegevoegd, zodat het systeem CP/M kon draaien. Er was keuze uit drie coprocessorborden: een bord met een Z80 en 64 kB RAM, en twee borden met zowel een Z80 als een Intel 8086 met respectievelijk 256 kB of 512 kB RAM.
De productie van de DECmate II stopte in 1986, Het systeem werd vervangen door de DECmate III.

## DECmate III
De DECmate III, ook gekend als de PC238, werd geïntroduceerd in 1984. Het systeem had een kleinere behuizing, een kleurenscherm, twee 5¼ inch RX50-diskettestations, 32k woorden RAM en 32k woorden systeem RAM.

## DECmate III+
De DECmate III+, ook gekend als de PC24P, werd geproduceerd van 1985 tot 1990. De basisconfiguratie bevatte een harddiskcontroller en slechts een 5¼ inch-diskettestation, verder leek het systeem erg op de DECmate III.

## Compatibiliteit met de PDP-8
De DECmates waren geschikt voor tekstverwerking, maar vanwege verschillen in de hardware konden ze veel bestaande PDP-8-programma's niet draaien, waardoor ze hun potentieel voordeel ten opzichte van de IBM PC-systemen grotendeels verloren. De I/O-interfaces werkten iets anders, wat betekende dat de meeste bestaande gebruikers- en systeemprogramma's Ctrl-C niet konden detecteren en betrouwbaar konden stoppen. Elk programma moest gepatcht worden om dit probleem te verhelpen. Bovendien waren de CPU-snelheid en de vernieuwingsfrequentie van het scherm merkbaar langzamer dan bij de oudere PDP-8-systemen.